# Trikala FC
El Trikala FC (en griego: Αθλητικός Όμιλος Τρίκαλα, Club Atlético Tríkala) es un equipo de fútbol de Grecia que juega en la Gamma Ethniki, la tercera categoría de fútbol en el país.

## Historia
Fue fundado en el año 1963 en la ciudad de Tríkala, Grecia tras la fusión de dos equipos rivales de la ciudad (Achilleas y el AET), con lo que la ciudad se llenó de optimismo con la noticia, tanto que en tan solo un año el club logró el ascenso a la máxima categoría.
El club militó en la Alpha Ethniki por las siguientes 5 campañas, exceptuando la del año 1967/68 en la que descendió, pero regresando para la campaña siguiente.
Entre 1973 y 1983 el club militó en la Beta Ethniki hasta su descenso a la tercera categoría en 1983, donde tristemente el club pasó por muchos años en la categoría aficionada de Grecia.
En 1995 el club tuvo una reorganización, que lo llevó de vuelta a la segunda categoría, y para 1999 el club retorna a la máxima categoría tras 27 años de ausencia, pero luego del ascenso el club pasó un momento desastroso que lo llevó a la Delta Ethniki para el año 2003.
El club vagó entre la tercera y cuarta categoría hasta que logró el ascenso a la Beta Ethniki para la temporada 2015/16.

## Palmarés
- Beta Ethniki: 4

1964, 1968, 1971, 1999
- Gamma Ethniki: 1

2015
- Delta Ethniki: 2

2005, 2009
- Copa Gamma Ethniki: 1

2015

## Jugadores

### Jugadores destacados
- David Diach